# 4e étape du Tour d'Italie 2025
Pour un article plus général, voir Tour d'Italie 2025.
La 4e étape du Tour d'Italie 2025 se déroule le mardi 13 mai 2025 entre Alberobello et Lecce, dans les Pouilles, sur une distance de 187 km.

## Parcours
Après une journée de repos permettant la traversée de la Mer Adriatique, le Giro 2025 parcourt ses premiers kilomètres sur le sol italien depuis Alberobello, petite ville pittoresque des Pouilles réputée pour ses nombreux trulli. Mise à part une petite côte de 4e catégorie en début d'étape, le tracé ne présente aucune difficulté et finit par s'orienter vers le sud-est jusqu'à Lecce où la ligne d'arrivée est franchie une première fois avant d'entamer le circuit local de 11,9 km.

## Déroulement de la course
L'unique échappé du jour est l'Espagnol Francisco Muñoz qui ouvre la route pendant plus de 130 kilomètres avant d'être repris à 57 km du terme. Emmené par ses coéquipiers  dans un dernier kilomètre sinueux, le Néerlandais Casper van Uden s’impose nettement au sprint devant ses compatriotes Olav Kooij et Maikel Zijlaard.

## Résultats

### Classement de l'étape
| \| Classement de l'étape \| Classement de l'étape \| Classement de l'étape \| Classement de l'étape \| Classement de l'étape \| \| Coureur \| Coureur \| Pays \| Équipe \| Temps \| \| --------------------- \| --------------------- \| --------------------- \| ----------------------------- \| --------------------- \| \| 1er \| Casper van Uden \| Pays-Bas \| Team Picnic-PostNL \| 4 h 02 min 21 s \| \| 2e \| Olav Kooij \| Pays-Bas \| Team Visma \\| Lease a Bike \| + 0 s \| \| 3e \| Maikel Zijlaard \| Pays-Bas \| Tudor Pro Cycling Team \| + 0 s \| \| 4e \| Mads Pedersen \| Danemark \| Lidl-Trek \| + 0 s \| \| 5e \| Kaden Groves \| Australie \| Alpecin-Deceuninck \| + 0 s \| \| 6e \| Sam Bennett \| Irlande \| Decathlon-AG2R La Mondiale \| + 0 s \| \| 7e \| Paul Magnier \| France \| Soudal Quick-Step \| + 0 s \| \| 8e \| Ben Turner \| Royaume-Uni \| Ineos Grenadiers \| + 0 s \| \| 9e \| Matteo Moschetti \| Italie \| Q36.5 Pro Cycling Team \| + 0 s \| \| 10e \| Enrico Zanoncello \| Italie \| VF Group-Bardiani CSF-Faizanè \| + 0 s \| |                   |             |                               |                 |
| |                   |             |                               |                 |
| Source : ProCyclingStats |                   |             |                               |                 |
| Classement de l'étape |                   |             |                               |                 |
| Coureur | Coureur           | Pays        | Équipe                        | Temps           |
| 1er | Casper van Uden   | Pays-Bas    | Team Picnic-PostNL            | 4 h 02 min 21 s |
| 2e | Olav Kooij        | Pays-Bas    | Team Visma \| Lease a Bike    | + 0 s           |
| 3e | Maikel Zijlaard   | Pays-Bas    | Tudor Pro Cycling Team        | + 0 s           |
| 4e | Mads Pedersen     | Danemark    | Lidl-Trek                     | + 0 s           |
| 5e | Kaden Groves      | Australie   | Alpecin-Deceuninck            | + 0 s           |
| 6e | Sam Bennett       | Irlande     | Decathlon-AG2R La Mondiale    | + 0 s           |
| 7e | Paul Magnier      | France      | Soudal Quick-Step             | + 0 s           |
| 8e | Ben Turner        | Royaume-Uni | Ineos Grenadiers              | + 0 s           |
| 9e | Matteo Moschetti  | Italie      | Q36.5 Pro Cycling Team        | + 0 s           |
| 10e | Enrico Zanoncello | Italie      | VF Group-Bardiani CSF-Faizanè | + 0 s           |

### Points attribués pour le classement par points
| Sprint intermédiaire Polignano a Mare (km 39,4) | Sprint intermédiaire Polignano a Mare (km 39,4) | Sprint intermédiaire Polignano a Mare (km 39,4) | Sprint intermédiaire Polignano a Mare (km 39,4) | Sprint intermédiaire Polignano a Mare (km 39,4) |
| ----------------------------------------------- | ----------------------------------------------- | ----------------------------------------------- | ----------------------------------------------- | ----------------------------------------------- |
|                                                 | Coureur                                         | Pays                                            | Équipe                                          | Point(s)                                        |
| 1er                                             | Francisco Muñoz                                 | Espagne                                         | Team Polti VisitMalta                           | 12                                              |
| 2e                                              | Jensen Plowright                                | Australie                                       | Alpecin - Deceuninck                            | 8                                               |
| 3e                                              | Olav Kooij                                      | Pays-Bas                                        | Team Visma \| Lease a Bike                      | 5                                               |
| 4e                                              | Mads Pedersen                                   | Danemark                                        | Lidl-Trek                                       | 3                                               |
| 5e                                              | Corbin Strong                                   | Nouvelle-Zélande                                | Israel - Premier Tech                           | 1                                               |
| modifier                                        |                                                 |                                                 |                                                 |                                                 |

| Sprint intermédiaire San Pancrazio Salentino (km 135,3) | Sprint intermédiaire San Pancrazio Salentino (km 135,3) | Sprint intermédiaire San Pancrazio Salentino (km 135,3) | Sprint intermédiaire San Pancrazio Salentino (km 135,3) | Sprint intermédiaire San Pancrazio Salentino (km 135,3) |
| ------------------------------------------------------- | ------------------------------------------------------- | ------------------------------------------------------- | ------------------------------------------------------- | ------------------------------------------------------- |
|                                                         | Coureur                                                 | Pays                                                    | Équipe                                                  | Point(s)                                                |
| 1er                                                     | Olav Kooij                                              | Pays-Bas                                                | Team Visma \| Lease a Bike                              | 12                                                      |
| 2e                                                      | Mads Pedersen                                           | Danemark                                                | Lidl-Trek                                               | 8                                                       |
| 3e                                                      | Kaden Groves                                            | Australie                                               | Alpecin - Deceuninck                                    | 5                                                       |
| 4e                                                      | Søren Kragh Andersen                                    | Danemark                                                | Lidl-Trek                                               | 3                                                       |
| 5e                                                      | Jensen Plowright                                        | Australie                                               | Alpecin - Deceuninck                                    | 1                                                       |
| modifier                                                |                                                         |                                                         |                                                         |                                                         |

| \| Arrivée d'étape Lecce (km 189) \| Arrivée d'étape Lecce (km 189) \| Arrivée d'étape Lecce (km 189) \| Arrivée d'étape Lecce (km 189) \| Arrivée d'étape Lecce (km 189) \| \| ------------------------------ \| ------------------------------ \| ------------------------------ \| ------------------------------- \| ------------------------------ \| \| \| Coureur \| Pays \| Équipe \| Point(s) \| \| 1er \| Casper van Uden \| Pays-Bas \| Team Picnic-PostNL \| 50 \| \| 2e \| Olav Kooij \| Pays-Bas \| Team Visma \\| Lease a Bike \| 35 \| \| 3e \| Maikel Zijlaard \| Pays-Bas \| Tudor Pro Cycling Team \| 25 \| \| 4e \| Mads Pedersen \| Danemark \| Lidl-Trek \| 18 \| \| 5e \| Kaden Groves \| Australie \| Alpecin - Deceuninck \| 14 \| \| 6e \| Sam Bennett \| Irlande \| Decathlon AG2R La Mondiale Team \| 12 \| \| 7e \| Paul Magnier \| France \| Soudal Quick-Step \| 10 \| \| 8e \| Ben Turner \| Grande-Bretagne \| Ineos Grenadiers \| 8 \| \| 9e \| Matteo Moschetti \| Italie \| Q36.5 Pro Cycling Team \| 7 \| \| 10e \| Enrico Zanoncello \| Italie \| VF Group-Bardiani CSF-Faizanè \| 6 \| \| 11e \| Milan Fretin \| Belgique \| Cofidis \| 5 \| \| 12e \| Giovanni Lonardi \| Italie \| Team Polti VisitMalta \| 4 \| \| 13e \| Corbin Strong \| Nouvelle-Zélande \| Israel - Premier Tech \| 3 \| \| 14e \| Jensen Plowright \| Australie \| Alpecin - Deceuninck \| 2 \| \| 15e \| Matevž Govekar \| Slovénie \| Bahrain - Victorious \| 1 \| \| modifier \| \| \| \| \| |                   |                  |                                 |          |
| Arrivée d'étape Lecce (km 189) |                   |                  |                                 |          |
| | Coureur           | Pays             | Équipe                          | Point(s) |
| 1er | Casper van Uden   | Pays-Bas         | Team Picnic-PostNL              | 50       |
| 2e | Olav Kooij        | Pays-Bas         | Team Visma \| Lease a Bike      | 35       |
| 3e | Maikel Zijlaard   | Pays-Bas         | Tudor Pro Cycling Team          | 25       |
| 4e | Mads Pedersen     | Danemark         | Lidl-Trek                       | 18       |
| 5e | Kaden Groves      | Australie        | Alpecin - Deceuninck            | 14       |
| 6e | Sam Bennett       | Irlande          | Decathlon AG2R La Mondiale Team | 12       |
| 7e | Paul Magnier      | France           | Soudal Quick-Step               | 10       |
| 8e | Ben Turner        | Grande-Bretagne  | Ineos Grenadiers                | 8        |
| 9e | Matteo Moschetti  | Italie           | Q36.5 Pro Cycling Team          | 7        |
| 10e | Enrico Zanoncello | Italie           | VF Group-Bardiani CSF-Faizanè   | 6        |
| 11e | Milan Fretin      | Belgique         | Cofidis                         | 5        |
| 12e | Giovanni Lonardi  | Italie           | Team Polti VisitMalta           | 4        |
| 13e | Corbin Strong     | Nouvelle-Zélande | Israel - Premier Tech           | 3        |
| 14e | Jensen Plowright  | Australie        | Alpecin - Deceuninck            | 2        |
| 15e | Matevž Govekar    | Slovénie         | Bahrain - Victorious            | 1        |
| modifier |                   |                  |                                 |          |

### Points attribués pour le classement du meilleur grimpeur
| \| Putignano (km 16) 4e catégorie (0,9 km à 4 %) \| Putignano (km 16) 4e catégorie (0,9 km à 4 %) \| Putignano (km 16) 4e catégorie (0,9 km à 4 %) \| Putignano (km 16) 4e catégorie (0,9 km à 4 %) \| Putignano (km 16) 4e catégorie (0,9 km à 4 %) \| \| --------------------------------------------- \| --------------------------------------------- \| --------------------------------------------- \| --------------------------------------------- \| --------------------------------------------- \| \| \| Coureur \| Pays \| Équipe \| Point(s) \| \| 1er \| Francisco Muñoz \| Espagne \| Team Polti VisitMalta \| 3 \| \| 2e \| Sylvain Moniquet \| Belgique \| Cofidis \| 2 \| \| 3e \| Lorenzo Fortunato \| Italie \| XDS Astana \| 1 \| \| modifier \| \| \| \| \| |                   |          |                       |          |
| Putignano (km 16) 4e catégorie (0,9 km à 4 %) |                   |          |                       |          |
| | Coureur           | Pays     | Équipe                | Point(s) |
| 1er | Francisco Muñoz   | Espagne  | Team Polti VisitMalta | 3        |
| 2e | Sylvain Moniquet  | Belgique | Cofidis               | 2        |
| 3e | Lorenzo Fortunato | Italie   | XDS Astana            | 1        |
| modifier |                   |          |                       |          |

### Points attribués pour le classement Red Bull KM
| \| Red Bull KM Sprint Ostuni (km 84,2) \| Red Bull KM Sprint Ostuni (km 84,2) \| Red Bull KM Sprint Ostuni (km 84,2) \| Red Bull KM Sprint Ostuni (km 84,2) \| Red Bull KM Sprint Ostuni (km 84,2) \| \| ----------------------------------- \| ----------------------------------- \| ----------------------------------- \| ----------------------------------- \| ----------------------------------- \| \| \| Coureur \| Pays \| Équipe \| Point(s) \| \| 1er \| Francisco Muñoz \| Espagne \| Team Polti VisitMalta \| 15 \| \| 2e \| Isaac Del Toro \| Mexique \| UAE Team Emirates - XRG \| 8 \| \| 3e \| Primož Roglič \| Slovénie \| Red Bull - BORA - hansgrohe \| 5 \| \| 4e \| Juan Ayuso \| Espagne \| UAE Team Emirates - XRG \| 3 \| \| 5e \| Edoardo Zambanini \| Italie \| Bahrain - Victorious \| 1 \| \| modifier \| \| \| \| \| |                   |          |                             |          |
| Red Bull KM Sprint Ostuni (km 84,2) |                   |          |                             |          |
| | Coureur           | Pays     | Équipe                      | Point(s) |
| 1er | Francisco Muñoz   | Espagne  | Team Polti VisitMalta       | 15       |
| 2e | Isaac Del Toro    | Mexique  | UAE Team Emirates - XRG     | 8        |
| 3e | Primož Roglič     | Slovénie | Red Bull - BORA - hansgrohe | 5        |
| 4e | Juan Ayuso        | Espagne  | UAE Team Emirates - XRG     | 3        |
| 5e | Edoardo Zambanini | Italie   | Bahrain - Victorious        | 1        |
| modifier |                   |          |                             |          |

### Bonifications
|   | Coureur         | Pays     | Équipe                      | Secondes |
| - | --------------- | -------- | --------------------------- | -------- |
| 1 | Francisco Muñoz | Espagne  | Team Polti VisitMalta       | 6 s      |
| 2 | Isaac Del Toro  | Mexique  | UAE Team Emirates - XRG     | 4 s      |
| 3 | Primož Roglič   | Slovénie | Red Bull - BORA - hansgrohe | 2 s      |

|   | Coureur         | Pays     | Équipe                     | Secondes |
| - | --------------- | -------- | -------------------------- | -------- |
| 1 | Casper van Uden | Pays-Bas | Team Picnic-PostNL         | 10 s     |
| 2 | Olav Kooij      | Pays-Bas | Team Visma \| Lease a Bike | 6 s      |
| 3 | Maikel Zijlaard | Pays-Bas | Tudor Pro Cycling Team     | 4 s      |

## Classements à l'issue de l'étape

### Classement général
| \| Classement général \| Classement général \| Classement général \| Classement général \| Classement général \| \| Coureur \| Coureur \| Pays \| Équipe \| Temps \| \| ------------------ \| ------------------ \| ------------------ \| -------------------------- \| ------------------ \| \| 1er \| Mads Pedersen \| Danemark \| Lidl-Trek \| 11 h 44 min 31 s \| \| 2e \| Primož Roglič \| Slovénie \| Red Bull-Bora-Hansgrohe \| + 7 s \| \| 3e \| Mathias Vacek \| Tchéquie \| Lidl-Trek \| + 14 s \| \| 4e \| Brandon McNulty \| États-Unis \| UAE Team Emirates XRG \| + 21 s \| \| 5e \| Isaac Del Toro \| Mexique \| UAE Team Emirates XRG \| + 22 s \| \| 5e \| Juan Ayuso \| Espagne \| UAE Team Emirates XRG \| + 25 s \| \| 6e \| Max Poole \| Royaume-Uni \| Team Picnic-PostNL \| + 33 s \| \| 7e \| Antonio Tiberi \| Italie \| Bahrain Victorious \| + 34 s \| \| 8e \| Michael Storer \| Australie \| Tudor Pro Cycling Team \| + 36 s \| \| 9e \| Giulio Pellizzari \| Italie \| Red Bull-Bora-Hansgrohe \| + 41 s \| \| 10e \| Simon Yates \| Royaume-Uni \| Team Visma \\| Lease a Bike \| + 42 s \| |                   |             |                            |                  |
| |                   |             |                            |                  |
| Source : ProCyclingStats |                   |             |                            |                  |
| Classement général |                   |             |                            |                  |
| Coureur | Coureur           | Pays        | Équipe                     | Temps            |
| 1er | Mads Pedersen     | Danemark    | Lidl-Trek                  | 11 h 44 min 31 s |
| 2e | Primož Roglič     | Slovénie    | Red Bull-Bora-Hansgrohe    | + 7 s            |
| 3e | Mathias Vacek     | Tchéquie    | Lidl-Trek                  | + 14 s           |
| 4e | Brandon McNulty   | États-Unis  | UAE Team Emirates XRG      | + 21 s           |
| 5e | Isaac Del Toro    | Mexique     | UAE Team Emirates XRG      | + 22 s           |
| 5e | Juan Ayuso        | Espagne     | UAE Team Emirates XRG      | + 25 s           |
| 6e | Max Poole         | Royaume-Uni | Team Picnic-PostNL         | + 33 s           |
| 7e | Antonio Tiberi    | Italie      | Bahrain Victorious         | + 34 s           |
| 8e | Michael Storer    | Australie   | Tudor Pro Cycling Team     | + 36 s           |
| 9e | Giulio Pellizzari | Italie      | Red Bull-Bora-Hansgrohe    | + 41 s           |
| 10e | Simon Yates       | Royaume-Uni | Team Visma \| Lease a Bike | + 42 s           |

### Classement par points
| Classement par points | Classement par points | Classement par points | Classement par points      | Classement par points |
| Coureur               | Coureur               | Pays                  | Équipe                     | Points                |
| --------------------- | --------------------- | --------------------- | -------------------------- | --------------------- |
| 1er                   | Mads Pedersen         | Danemark              | Lidl-Trek                  | 83 pts                |
| 2e                    | Olav Kooij            | Pays-Bas              | Team Visma \| Lease a Bike | 52 pts                |
| 3e                    | Casper van Uden       | Pays-Bas              | Team Picnic-PostNL         | 50 pts                |
| 4e                    | Alessandro Tonelli    | Italie                | Team Polti VisitMalta      | 35 pts                |
| 5e                    | Maikel Zijlaard       | Pays-Bas              | Tudor Pro Cycling Team     | 25 pts                |
| 6e                    | Orluis Aular          | Venezuela             | Movistar Team              | 24 pts                |
| 7e                    | Corbin Strong         | Nouvelle-Zélande      | Israel-Premier Tech        | 22 pts                |
| 8e                    | Kaden Groves          | Australie             | Alpecin-Deceuninck         | 19 pts                |
| 9e                    | Joshua Tarling        | Royaume-Uni           | Ineos Grenadiers           | 18 pts                |
| 10e                   | Wout van Aert         | Belgique              | Team Visma \| Lease a Bike | 18 pts                |

### Classement de la montagne
| Classement de la montagne | Classement de la montagne | Classement de la montagne | Classement de la montagne     | Classement de la montagne |
| Coureur                   | Coureur                   | Pays                      | Équipe                        | Points                    |
| ------------------------- | ------------------------- | ------------------------- | ----------------------------- | ------------------------- |
| 1er                       | Lorenzo Fortunato         | Italie                    | XDS Astana Team               | 29 pts                    |
| 2e                        | Sylvain Moniquet          | Belgique                  | Cofidis                       | 20 pts                    |
| 3e                        | Pello Bilbao              | Espagne                   | Bahrain Victorious            | 12 pts                    |
| 4e                        | Alessandro Tonelli        | Italie                    | Team Polti VisitMalta         | 11 pts                    |
| 5e                        | Giulio Ciccone            | Italie                    | Lidl-Trek                     | 9 pts                     |
| 6e                        | Alessandro Verre          | Italie                    | Arkéa-B&B Hotels              | 8 pts                     |
| 7e                        | Chris Hamilton            | Australie                 | Team Picnic-PostNL            | 6 pts                     |
| 8e                        | Mads Pedersen             | Danemark                  | Lidl-Trek                     | 4 pts                     |
| 9e                        | Mathias Vacek             | Tchéquie                  | Lidl-Trek                     | 4 pts                     |
| 10e                       | Manuele Tarozzi           | Italie                    | VF Group-Bardiani CSF-Faizanè | 4 pts                     |

### Classement du meilleur jeune
| Classement du meilleur jeune | Classement du meilleur jeune | Classement du meilleur jeune | Classement du meilleur jeune  | Classement du meilleur jeune |
| Coureur                      | Coureur                      | Pays                         | Équipe                        | Temps                        |
| ---------------------------- | ---------------------------- | ---------------------------- | ----------------------------- | ---------------------------- |
| 1er                          | Mathias Vacek                | Tchéquie                     | Lidl-Trek                     | 11 h 44 min 45 s             |
| 2e                           | Isaac Del Toro               | Mexique                      | UAE Team Emirates XRG         | + 8 s                        |
| 3e                           | Juan Ayuso                   | Espagne                      | UAE Team Emirates XRG         | + 11 s                       |
| 4e                           | Max Poole                    | Royaume-Uni                  | Team Picnic-PostNL            | + 19 s                       |
| 5e                           | Antonio Tiberi               | Italie                       | Bahrain Victorious            | + 20 s                       |
| 6e                           | Giulio Pellizzari            | Italie                       | Red Bull-Bora-Hansgrohe       | + 26 s                       |
| 7e                           | Davide Piganzoli             | Italie                       | Team Polti VisitMalta         | + 35 s                       |
| 8e                           | Felix Engelhardt             | Allemagne                    | Team Jayco AlUla              | + 1 min 11 s                 |
| 9e                           | Alessandro Pinarello         | Italie                       | VF Group-Bardiani CSF-Faizanè | + 2 min 10 s                 |
| 10e                          | Marco Frigo                  | Italie                       | Israel-Premier Tech           | + 2 min 29 s                 |

### Classement par équipes
| Classement par équipes | Classement par équipes     | Classement par équipes | Classement par équipes |
| Équipe                 | Équipe                     | Pays                   | Temps                  |
| ---------------------- | -------------------------- | ---------------------- | ---------------------- |
| 1re                    | Lidl-Trek                  | États-Unis             | 35 h 14 min 23 s       |
| 2e                     | UAE Team Emirates XRG      | Émirats arabes unis    | + 7 s                  |
| 3e                     | Red Bull-BORA-hansgrohe    | Allemagne              | + 15 s                 |
| 4e                     | Team Visma \| Lease a Bike | Pays-Bas               | + 47 s                 |
| 5e                     | Movistar Team              | Espagne                | + 1 min 35 s           |
| 6e                     | Team Jayco AlUla           | Australie              | + 2 min 10 s           |
| 7e                     | Q36.5 Pro Cycling Team     | Suisse                 | + 2 min 41 s           |
| 8e                     | XDS Astana Team            | Kazakhstan             | + 3 min 00 s           |
| 9e                     | Bahrain-Victorious         | Bahreïn                | + 3 min 24 s           |
| 10e                    | Team Picnic-PostNL         | Pays-Bas               | + 3 min 25 s           |

## Abandons
- 138 -  Nickolas Zukowsky (Q36.5 Pro Cycling Team) : abandon

## Sanctions
| Coureur         | Équipe                 | Sanctions | Raison |
| --------------- | ---------------------- | --- | --- |
| Quinten Hermans | Alpecin - Deceuninck   | 200 CHF d'amende.                                                                                                  | Art. 2.12.007 8.6 "Comportement inconvenant ou déplacé (notamment, se déshabiller ou uriner en public au départ, à l’arrivée ou au cours de la course) et dommages à l’image du sport."                                                                                                 |
| Max Kanter      | XDS Astana Team        | · Relégué de la 5e à 103e place sur la ligne d'arrivée. · -13 points au classement par points. · 500 CHF d'amende. | Art. 2.12.007 5.1 "Déviation du couloir choisi en gênant ou en mettant en danger un autre coureur et sprint irrégulier (notamment tirer le maillot ou la selle d’un autre coureur, intimidation ou menace, coup de tête, de genoux, de coude, d’épaule ou de la main, etc.)."           |
| Jan Maas        | Cofidis                | 200 CHF d'amende.                                                                                                  | Art. 2.12.007 8.6 "Comportement inconvenant ou déplacé (notamment, se déshabiller ou uriner en public au départ, à l’arrivée ou au cours de la course) et dommages à l’image du sport."                                                                                                 |
| Milan Vader     | Q36.5 Pro Cycling Team | 200 CHF d'amende.                                                                                                  | Art. 2.12.007 8.6 "Comportement inconvenant ou déplacé (notamment, se déshabiller ou uriner en public au départ, à l’arrivée ou au cours de la course) et dommages à l’image du sport."                                                                                                 |
| Bram Welten     | Team Picnic PostNL     | Averti | Art. 2.12.007 5.2 "Coureur qui décélère pendant un sprint et met en danger les autres coureurs (coéquipier d’un sprinteur restant sciemment dans la ligne des autres coureurs, célébrant dans le peloton, parlant à la radio ou retirant les mains du guidon à l’intérieur du peloton." |